# Ligne 35 du tramway de Bruxelles
Pour les articles homonymes, voir Ligne 35.
La ligne 35 est une ligne du tramway de Bruxelles reliant Esplanade à Docks Bruxsel, remise en service le 23 septembre 2024. Une ancienne ligne reliant la gare de Berchem-Sainte-Agathe à la porte de Namur existait dans les années 1960.

## Histoire

### Première ligne
Au cours de l'année 1966, les voies sur le boulevard du Souverain sont déplacées sur le terre-plein central.
Le 9 janvier 1968 lors de la quatrième phase de restructuration du réseau de tramway bruxellois, la ligne est limitée de la gare de Berchem-Sainte-Agathe à la porte de Namur où elle utilise la boucle terminus des lignes 41 et 45, la ligne n'est plus exploitée en soirée et le dimanche, la ligne 25 est prolongée à ces occasions au Transvaal en remplacement de la 35. Un service partiel 35/ est par ailleurs créée entre la porte de Namur et Etterbeek Casernes pour les rentrées au dépôt de l'avenue de l'Hippodrome,.

### Nouvelle ligne
En 2024, la ligne est relancée pour dédoubler la ligne 7. Elle circule désormais entre Esplanade et Bienfaiteurs. Elle reprend le trajet de l'ancienne ligne 3 entre Esplanade et Heembeek puis suit l'itinéraire de la ligne 7 entre Heembeek et Meiser. À Meiser, elle continue sur les voies de la ligne 25 pour deux arrêts et termine à Bienfaiteurs.
La ligne est mise en service le 23 septembre 2024.
En février 2025, la STIB annonce un raccourcissement du tracé : à partir du 11 mars 2025, le tram 35 reliera Esplanade à Docks Bruxsel, et ne roulera plus jusqu'à Bienfaiteurs. Elle sera ensuite prolongée de Docks Bruxsel jusqu'à la gare de Schaerbeek à partir de septembre 2025. Ce raccourcissement de la ligne est justifié par une fréquentation en demi-teinte de la ligne depuis son lancement : la ligne « remplit parfaitement son rôle entre Esplanade et Heembeek », mais est sous-utilisée entre Heembeek et Bienfaiteurs.

## Tracé et stations

### Les stations
|  |   |  | Stations      | Lat/Long                    | Communes                 | Correspondances                      |
|  | - |  | ------------- | --------------------------- | ------------------------ | ------------------------------------ |
|  | ● |  | Esplanade     | 50° 54′ 01″ N, 4° 20′ 53″ E | (Bruxelles-ville) Laeken | (B) · (83)                           |
|  | ○ |  | De Wand       | 50° 53′ 43″ N, 4° 21′ 27″ E | (Bruxelles-ville) Laeken | (T) · (7) · (19) · (B) · (53) · (83) |
|  | ○ |  | Araucaria     | 50° 53′ 36″ N, 4° 21′ 46″ E | (Bruxelles-ville) Laeken | (T) · (7)                            |
|  | ○ |  | Buissonnets   | 50° 53′ 29″ N, 4° 22′ 07″ E | (Bruxelles-ville) Laeken | (T) · (7)                            |
|  | ○ |  | Heembeek      | 50° 53′ 19″ N, 4° 22′ 30″ E | (Bruxelles-ville) Laeken | (T) · (7) · (10) · (B) · (47) · (56) |
|  | ● |  | Docks Bruxsel | 50° 52′ 42″ N, 4° 22′ 29″ E | Bruxelles-ville          | (T) · (7) · (10) · (B) · (56) · (58) |

## Exploitation de la ligne
La ligne 35 est exploitée par la STIB. Elle fonctionne environ entre 5 h et 1 h, tous les jours sur la totalité du parcours. Les tramways rallient Esplanade à Bienfaiteurs en 30 minutes.

### Fréquence
Les temps de parcours sont donnés à titre indicatif à partir du site de la STIB.
- En journée :
  - Du lundi au vendredi : un tramway toutes les 6 minutes en heures de pointe et toutes les 7 minutes en heures creuses ;
  - Les samedis : un tramway toutes les 10 à 12 minutes ;
  - Les dimanches et jours fériés : un tramway toutes les 12 minutes ;
- En soirée, un tramway toutes les 15 minutes, toutes périodes confondues.

### Matériel roulant
La ligne 35 est exploitée à l'aide de rames T2000 et T3000.

### Tarification et financement
La tarification de la ligne est identique à celles des autres lignes (hors cas de la desserte de l'aéropport) exploitées par la STIB et dépend soit des titres Brupass et Brupass XL permettant l'accès aux réseaux STIB, TEC, De Lijn et SNCB soit des titres propres à la STIB valables uniquement sur ses lignes.
Le financement du fonctionnement de la ligne, entretien, matériel et charges de personnel, est assuré par la STIB.